# Encinal (Texas)
Pour l’article homonyme, voir Encinal.
La ville d’Encinal (en anglais [ˌɛnsɪˈnɔːl]) est située dans le comté de La Salle, dans l’État du Texas, aux États-Unis. Sa population s’élevait à 559 habitants lors du recensement de 2010, estimée à 586 habitants en 2016.

## Source
- (en) Cet article est partiellement ou en totalité issu de l’article de Wikipédia en anglais intitulé « Encinal, Texas » (voir la liste des auteurs).